# Peter de Albertin
Peter de Albertin (30. juli 1710 – 19. april 1779) var en dansk dommer og amtmand.
Han var en søn af generalfiskal Brostrup Albertin til Tølløsegård og Søgaard og Charlotte Amalie f. West og blev 1729 student fra Herlufsholm. I året 1737 blev han assessor i Hofretten, 1740 assessor i Højesteret, 1746 virkelig justitsråd, 1749 blev han adlet, samme år amtmand over Lundenæs og Bøvling Amter, 1751 etatsråd, 1773 afskediget som amtmand med 400 Rdl. i pension, og han døde 1779. Han blev 21. maj 1751 gift med Cathrine Christine Folsach (1726 – 25. februar 1812), en datter af etatsråd Hans Folsach og Anna Elisabeth f. Gyberg. Han ejede herregården Slumstrup ved Ringkøbing. I sin stilling som amtmand gjorde han sig i høj grad afholdt af almuen på grund af sin venlige og fortrolige holdning lige over for den, og fordi han med iver og ufortrødenhed arbejdede på at forbedre hovbøndernes fortrykte kår. G.L. Baden fortæller i sin Frederik V's Aarbog (s. 49 f.), at han var blevet afskediget, fordi han i et selskab, da en herre fra Rentekammeret spurgte ham, hvad man i hans amt sagde om Hoveriforordningen af 1773 havde svaret: "Bønderne synge denne Forordning med Melodi som Salmen: Nu hviler Mark og Enge." Fortællingen kan være betegnende nok, men korrekt er den ikke, thi Albertin blev afskediget 1. februar 1773 ifølge Arveprins Frederiks ønske, uden at Rentekammeret havde indstillet ham dertil, medens Hoveriforordningen først udkom 12. august 1773.